# Pișceane (Pișceane), Bahciîsarai
Pișceane (în ucraineană Піщане) este localitatea de reședință a comunei Pișceane din raionul Bahciîsarai, Republica Autonomă Crimeea, Ucraina.

## Demografie
Componența lingvistică a localității Pișceane
     Rusă (84,01%)
     Ucraineană (9,06%)
     Tătară crimeeană (6,4%)
     Alte limbi (0,43%)
Conform recensământului din 2001, majoritatea populației localității Pișceane era vorbitoare de rusă (84,01%), existând în minoritate și vorbitori de ucraineană (9,06%) și tătară crimeeană (6,4%).